# Franz Meyen
Franz Julius Ferdinand Meyen (Tilsit, 28 giugno 1804 – Berlino, 2 settembre 1840) è stato un medico e botanico tedesco.
Meyen nacque a Tilsit, nei pressi di Sovetsk. Nel 1830 pubblicò Phytotomie, la prima rivista di anatomia vegetale. Tra il 1830 e il 1832 prese parte a una spedizione in Sudamerica a bordo della Prinzess Luise, visitando Perù e Bolivia e descrivendo molte specie nuove alla scienza, come il pinguino di Humboldt. Morì a Berlino.
| Meyen è l'abbreviazione standard utilizzata per le piante descritte da Franz Meyen. Consulta l'elenco delle piante assegnate a questo autore dall'IPNI. |

| Meyen è l'abbreviazione standard utilizzata per le specie animali descritte da Franz Meyen. Categoria:Taxa classificati da Franz Meyen |